# USS Sealion (SS-195)
USS Sealion (SS-195) – amerykański okręt podwodny typu Sargo, zaliczany do grupy jednostek tego typu klasyfikowanej niekiedy jako odrębny typ Seadragon. „Sealion” został pierwszym okrętem amerykańskiej floty podwodnej utraconym w czasie wojny na Pacyfiku. Zwodowany 25 maja 1939 roku w stoczni Electric Boat, wszedł do służby w United States Navy 27 listopada 1939 roku. Trzy dni po japońskim ataku na Pearl Harbor, został zniszczony w trakcie japońskiego bombardowania amerykańskiej stoczni i bazy morskiej w Cavite na Filipinach.